# گل صدتومانی علفی
گل صدتومانی علفی  یا گل صدتومانی چینی (نام علمی: 'Paeonia lactiflora') نام یک نوع از گیاهان گلدار از تیرهٔ گُل‌صدتومانیان است. این نوع گیاه بیشتر در مرکز تا شرق آسیا در شرق تبت شمال جمهوری خلق چین و شرق سیبری یافت می‌شود. این گیاه از نوع چند ساله است و بین ۶۰ سانتیمتر تا یک متر ارتفاع دارد. گل‌های آن گرد و بزرگ است و اندازهٔ قطر گل به ۱۶–۸ سانتیمتر می‌رسد. گلبرگ‌ها به رنگ‌های سفید، صورتی و قرمز لاکی پررنگ است. از نظر ظاهری بسیار به گل صدتومانی شباهت دارد. تفاوت آن با گل صدتومانی در اینست که گل صدتومان درخت است و ساقهٔ چوبی دارد ولی گل صدتومانی چینی علف است و ساقهٔ آن سبز و علف مانند است. زمان گلدهی آن نیز دیرتر از گل صدتومانی و از اوایل تا اواخر ماه مه است. این گیاه از نظر طبی بسیار پرارزش است.

## نگارخانه

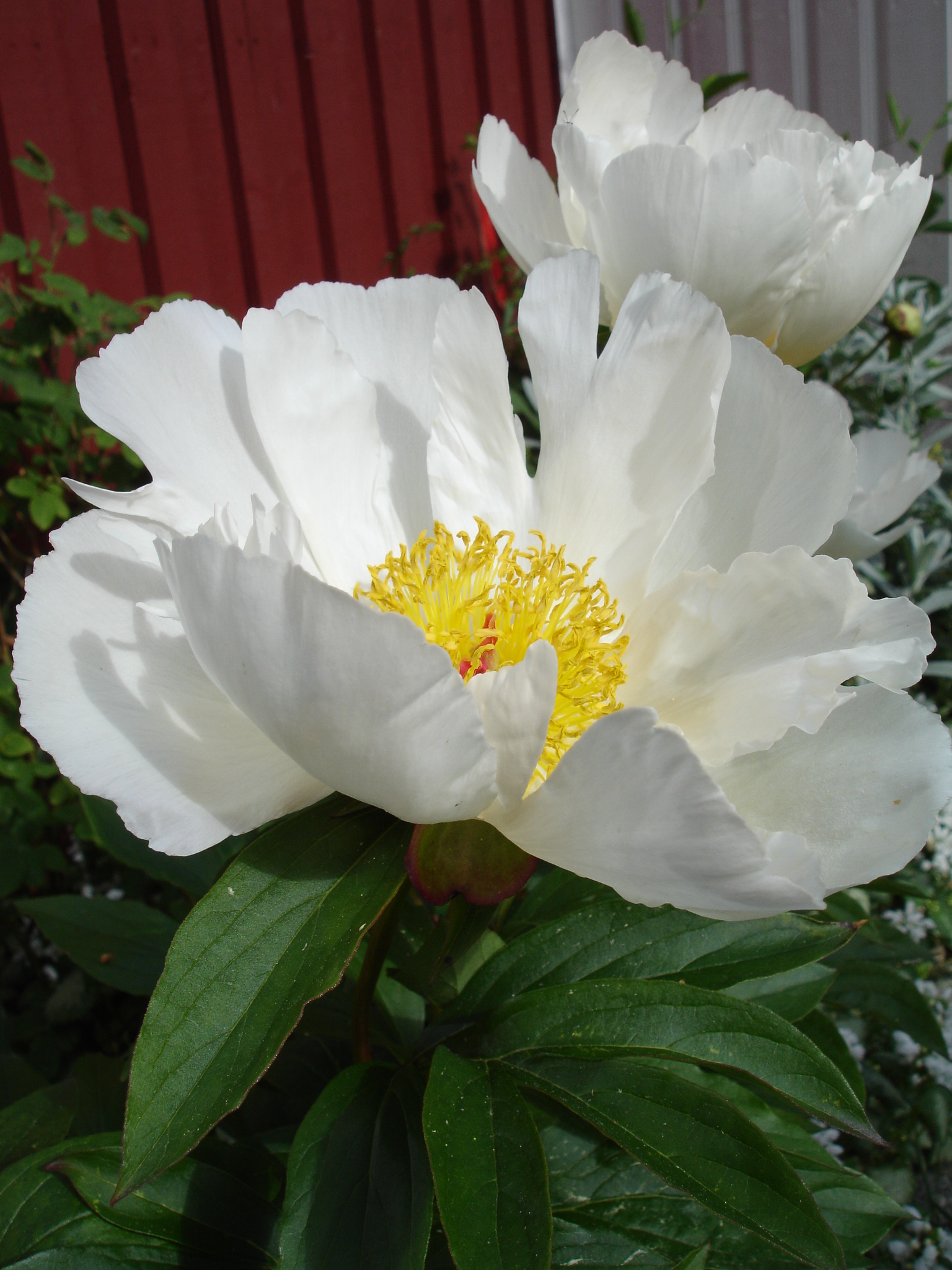
Paeonia lactiflora 'White Wings' single-flowered.
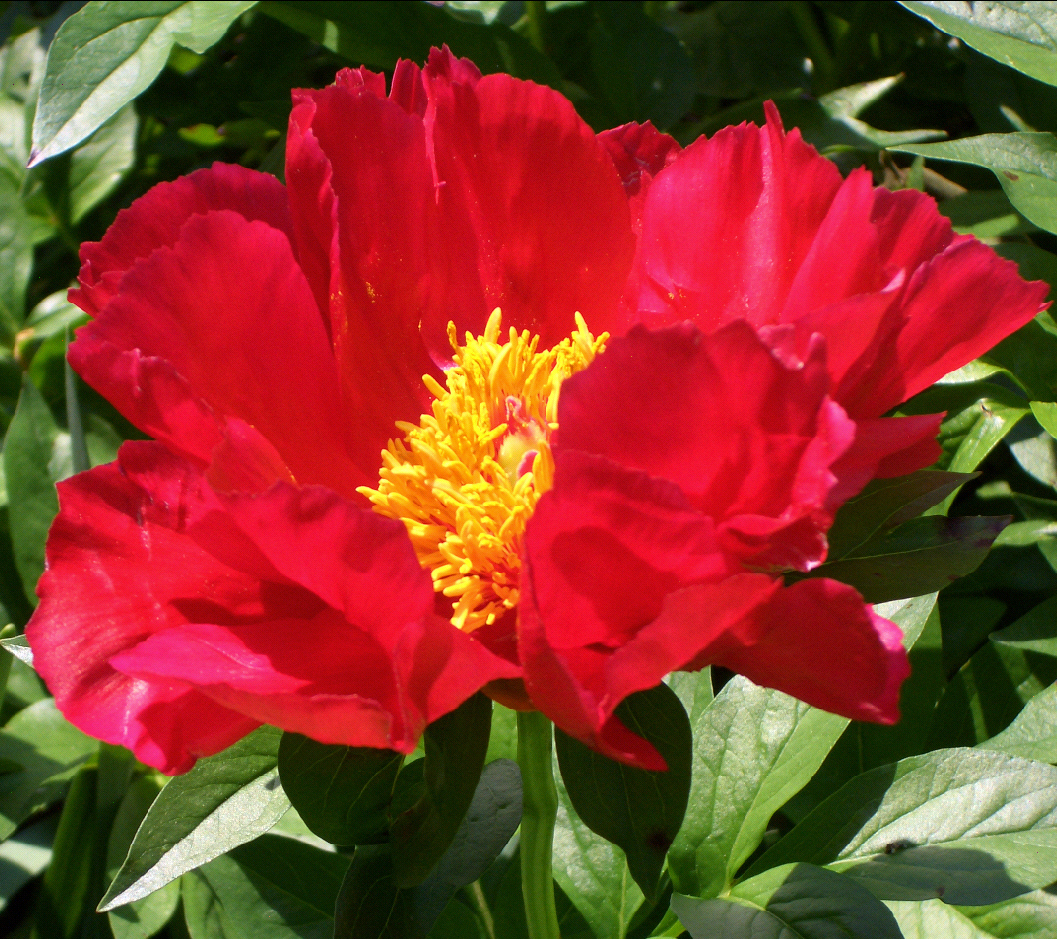
Paeonia lactiflora 'Blaze'
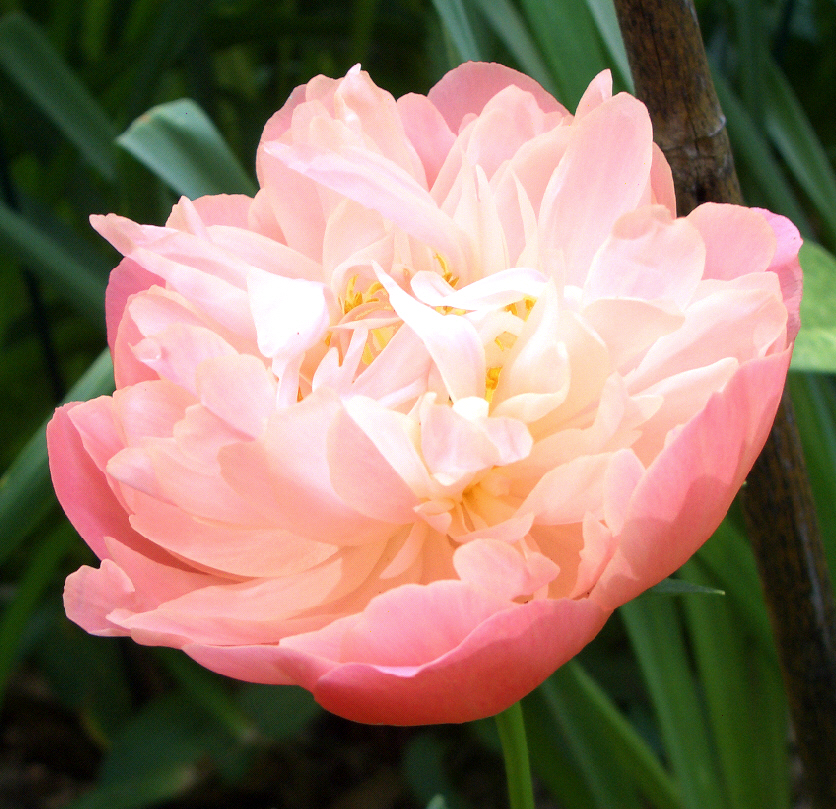
Paeonia lactiflora 'Pink Hawaiian Coral' double-flowered.
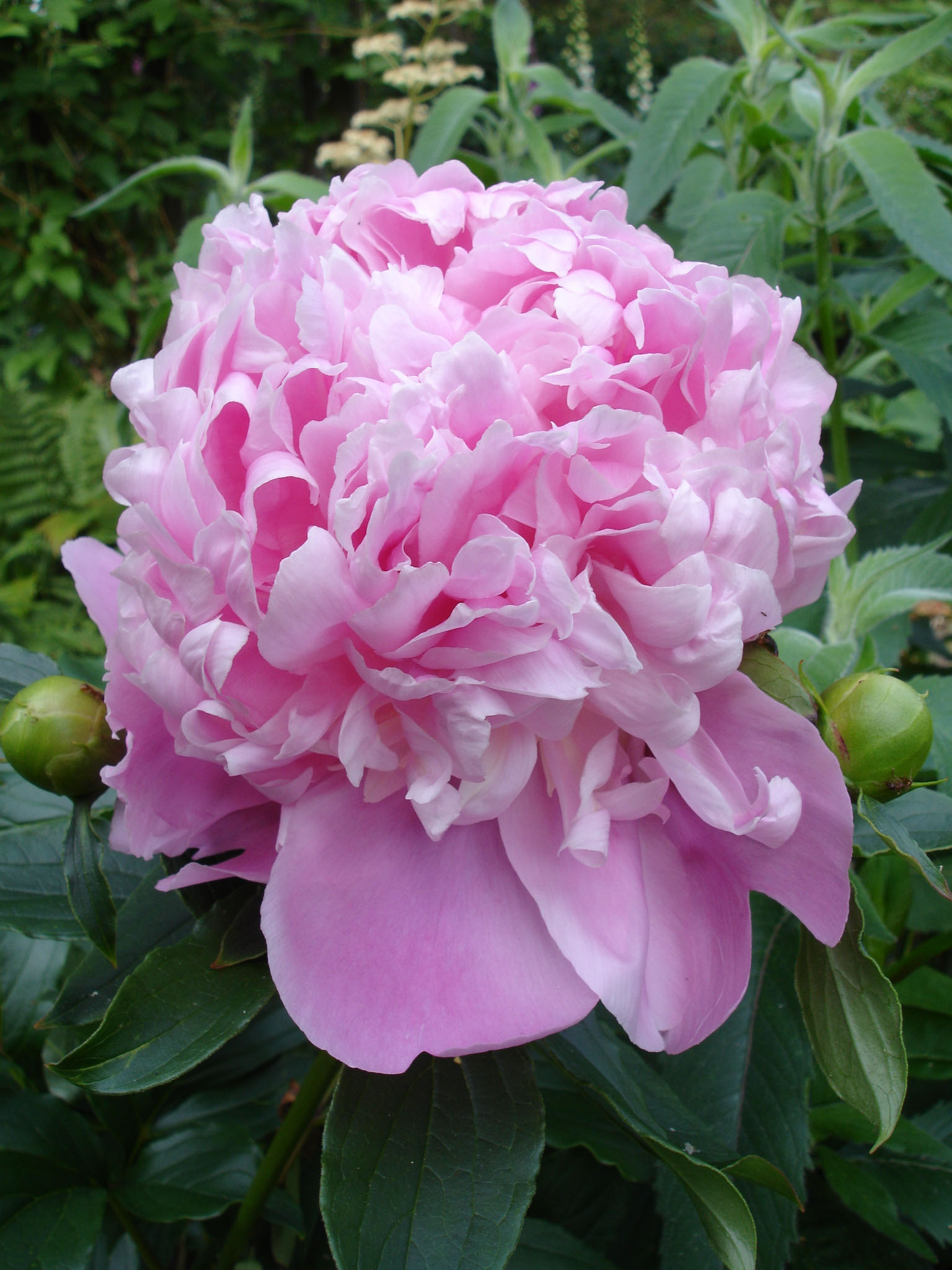
Paeonia lactiflora 'Mons. Jules Elie'
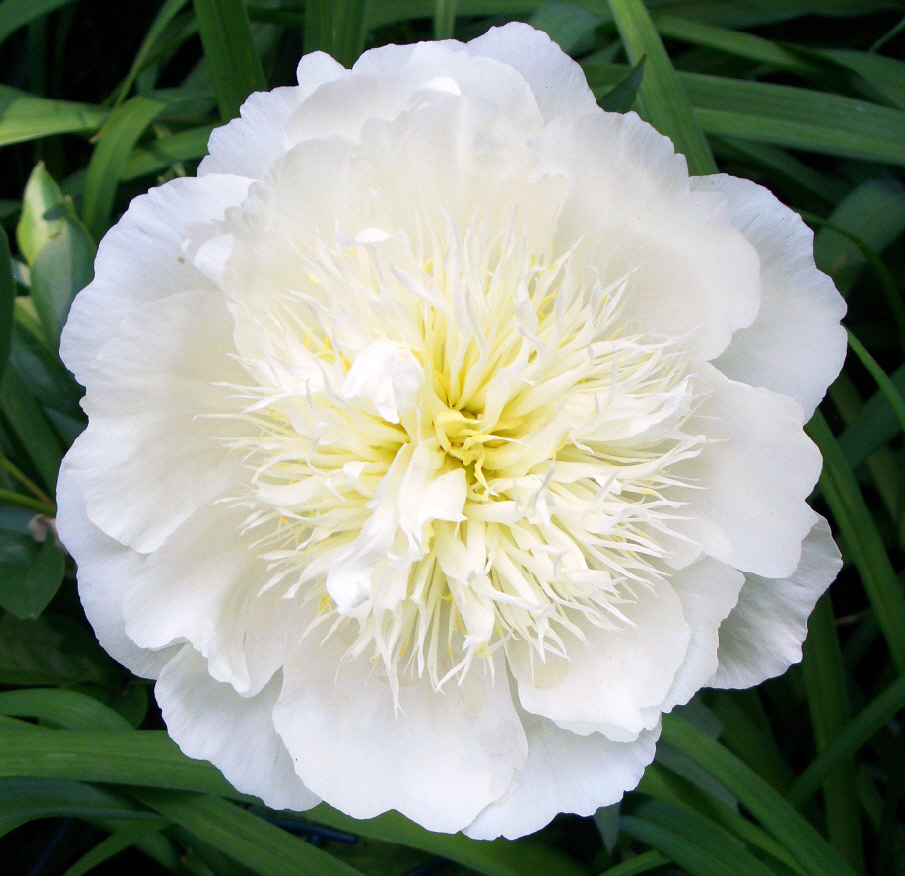
Paeonia lactiflora 'Barrington Bride' japanese-flowered.
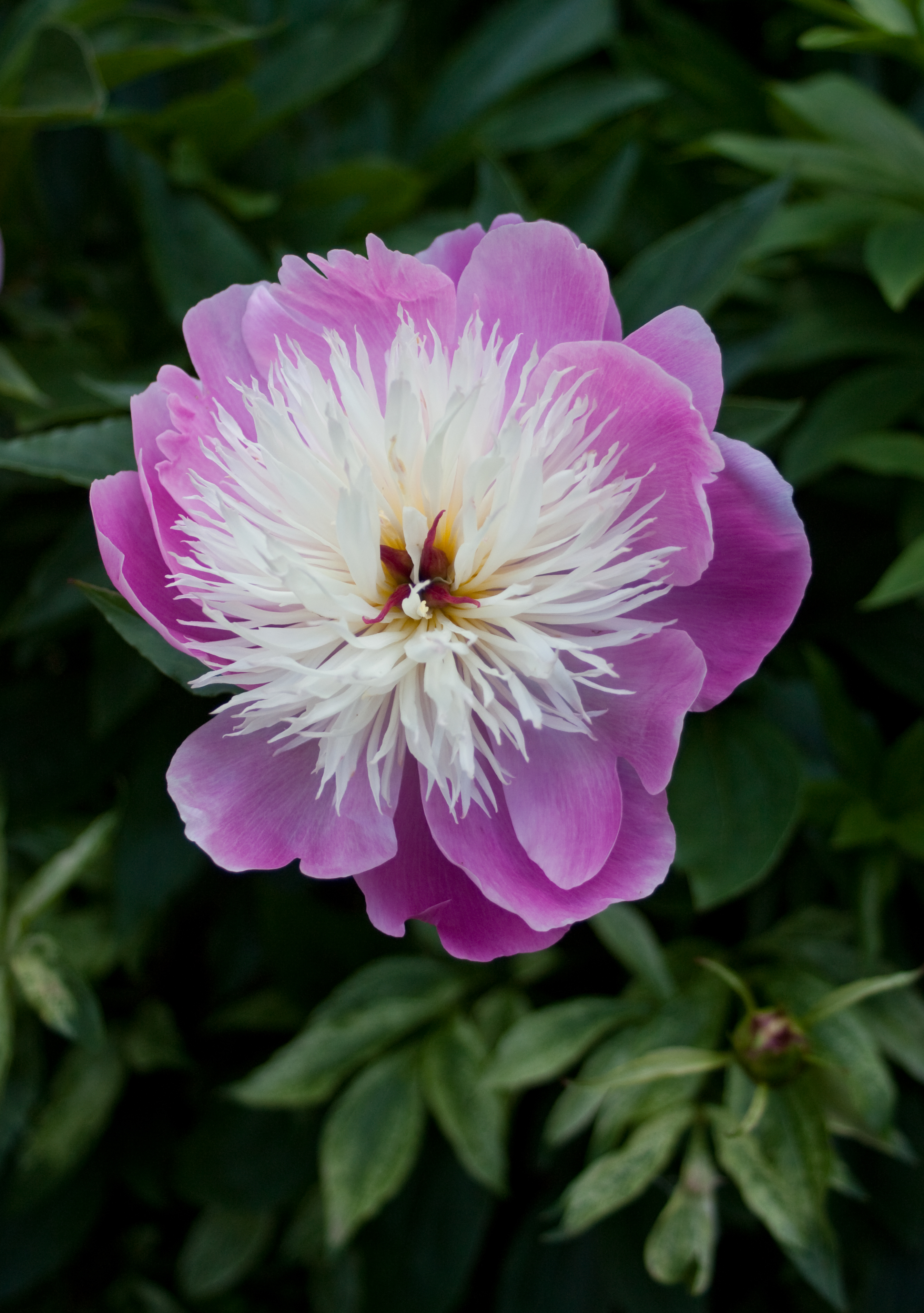
Paeonia lactiflora
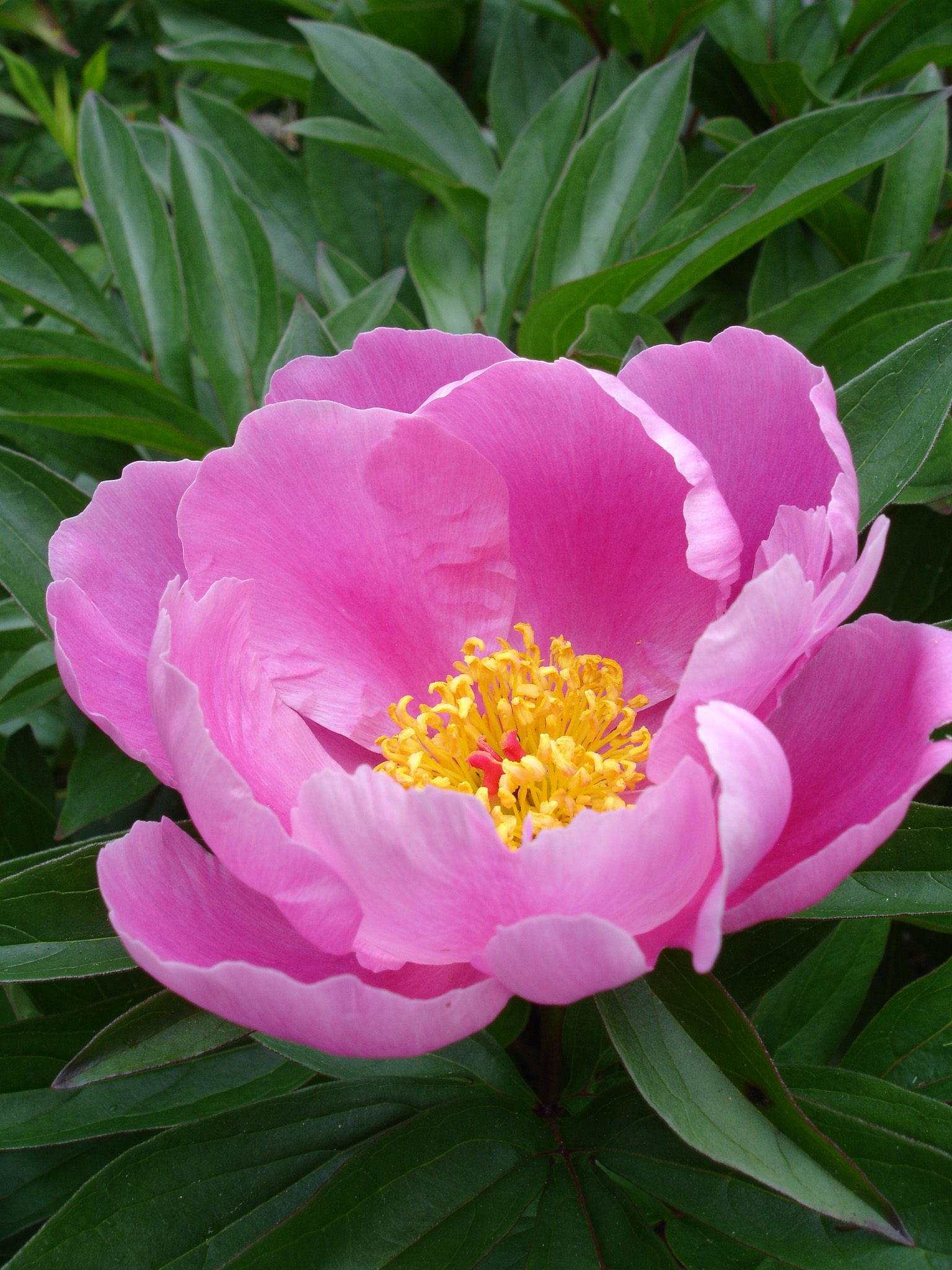
'Bowl of Beauty'